# Керн, Вилли
Вилли Керн (нем. Willy Kern; род. 29 января 1912 года в Цюрихе, Швейцария — ум. 13 декабря 1990 года в Цюрихе) — швейцарский шоссейный велогонщик, выступавший с 1938 по 1948 год.

## Достижения
1942
2-й Тур Швейцарии
1946
3-й Тур Северо-Западной Швейцарии
7-й Вуэльта Каталонии
10-й Тур Швейцарии